# Pterodroma mollis

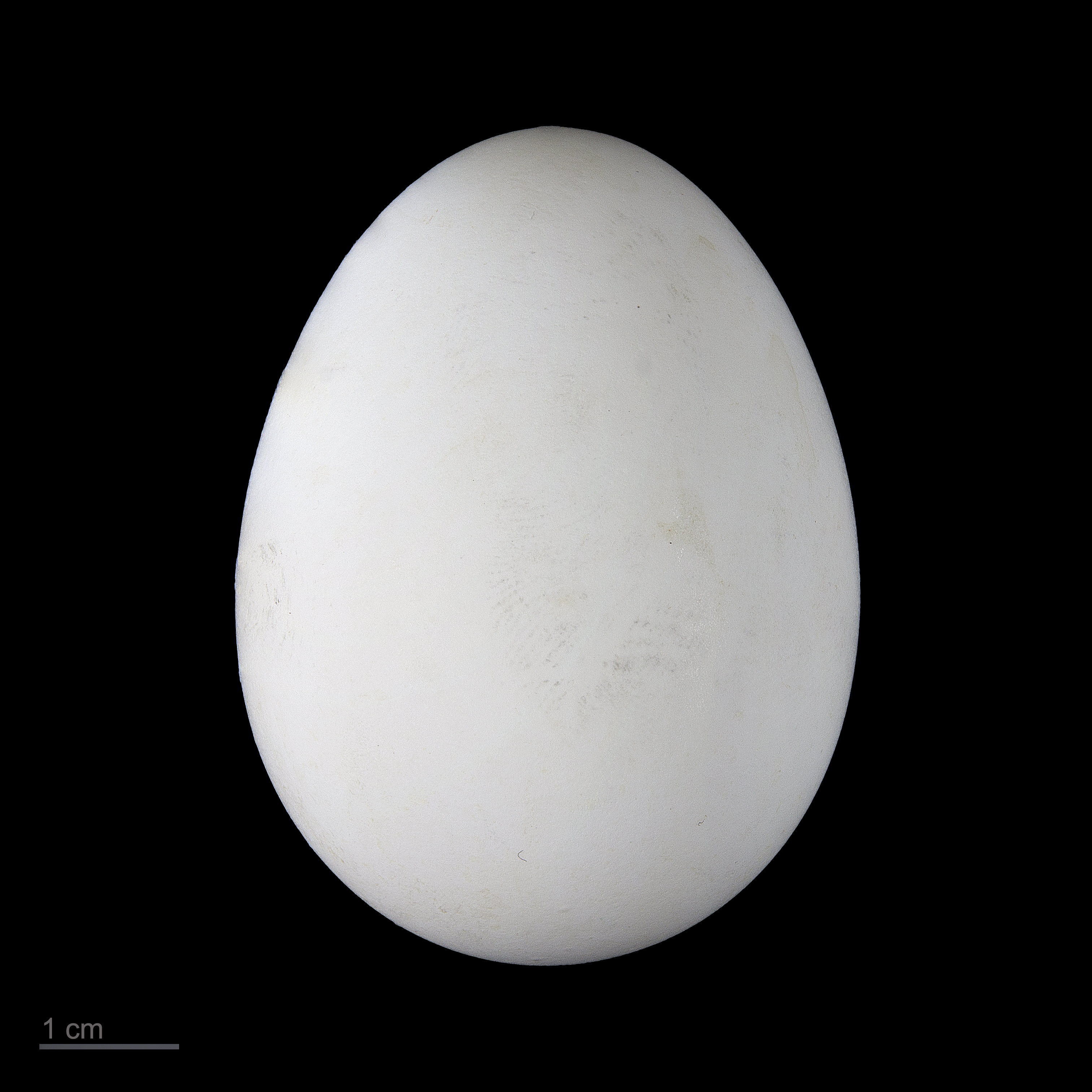
Trứng của Pterodroma mollis

Pterodroma mollis là một loài chim trong họ Procellariidae.
Loài chim biển này sinh sản trên các hòn đảo ở Nam bán cầu, làm tổ trên Tristan da Cunha, đảo Gough, quần đảo Prince Edward, quần đảo Crozet, đảo Macquarie và trên quần đảo Antipodes của New Zealand. Số lượng nhỏ sinh sản trong nhóm đảo Maatsuyker ở miền nam Tasmania. Nó phân tán ngoài mùa sinh sản, đến miền đông Nam Mỹ phía bắc đến Brazil, miền nam châu Phi và Úc. Nó đã xảy ra như một người lang thang ở Israel, Na Uy và Jordan.